# Dénes Dibusz
Dénes Dibusz (Pécs, 16 novembre 1990) è un calciatore ungherese, portiere del Ferencváros e della nazionale ungherese.

## Carriera

### Club
Muove i suoi primi passi nelle giovanili del Pécs. Nel gennaio 2014 si accorda con il Ferencváros, con cui nel 2016 vince il campionato, laureandosi campione d'Ungheria.

### Nazionale
Esordisce in nazionale il 14 ottobre 2014 contro le Fær Øer, incontro valido per le qualificazioni agli Europei 2016. Con la selezione ungherese ha preso parte a tre edizioni degli Europei (2016, 2020, 2024).

## Statistiche

### Presenze e reti nei club
Statistiche aggiornate al 12 dicembre 2024.
| Stagione           | Club               | Campionato         | Campionato | Campionato | Coppe nazionali | Coppe nazionali | Coppe nazionali | Coppe continentali | Coppe continentali | Coppe continentali | Altre coppe | Altre coppe | Altre coppe | Totale | Totale |
| Stagione           | Club               | Comp               | Pres       | Reti       | Comp            | Pres            | Reti            | Comp               | Pres               | Reti               | Comp        | Pres        | Reti        | Pres   | Reti   |
| ------------------ | ------------------ | ------------------ | ---------- | ---------- | --------------- | --------------- | --------------- | ------------------ | ------------------ | ------------------ | ----------- | ----------- | ----------- | ------ | ------ |
| 2010-2011          | Pécs               | NB II              | 28         | -15        | MK+CdL          | 1+0             | -1              | -                  | -                  | -                  | -           | -           | -           | 29     | -16    |
| 2011-2012          | Pécs               | NB I               | 30         | -50        | MK+CdL          | 2+0             | -2              | -                  | -                  | -                  | -           | -           | -           | 32     | -52    |
| 2012-2013          | Pécs               | NB I               | 29         | -43        | MK+CdL          | 0+3             | -7              | -                  | -                  | -                  | -           | -           | -           | 32     | -50    |
| 2013-gen. 2014     | Pécs               | NB I               | 10         | -15        | MK+CdL          | 0+4             | -2              | -                  | -                  | -                  | -           | -           | -           | 14     | -17    |
| Totale Pécs        | Totale Pécs        | Totale Pécs        | 97         | -123       |                 | 10              | -12             |                    | -                  | -                  |             | -           | -           | 107    | -135   |
| gen.-giu. 2014     | Ferencváros        | NB I               | 13         | -7         | MK+CdL          | 0+3             | -1              | UEL                | -                  | -                  | -           | -           | -           | 16     | -8     |
| 2014-2015          | Ferencváros        | NB I               | 30         | -19        | MK+CdL          | 4+1             | -1 + 0          | UEL                | 4                  | -5                 | -           | -           | -           | 39     | -25    |
| 2015-2016          | Ferencváros        | NB I               | 31         | -21        | MK              | 5               | -2              | UEL                | 4                  | -5                 | SU          | 1           | 0           | 41     | -28    |
| 2016-2017          | Ferencváros        | NB I               | 28         | -38        | MK              | 6               | -4              | UCL                | 2                  | -2                 | -           | -           | -           | 36     | -44    |
| 2017-2018          | Ferencváros        | NB I               | 32         | -28        | MK              | 1               | -1              | UEL                | 4                  | -7                 | -           | -           | -           | 37     | -36    |
| 2018-2019          | Ferencváros        | NB I               | 32         | -26        | MK              | 4               | -3              | UEL                | 2                  | -2                 | -           | -           | -           | 38     | -31    |
| 2019-2020          | Ferencváros        | NB I               | 26         | -16        | MK              | 0               | 0               | UCL+UEL            | 6+8                | -10 + -9           | -           | -           | -           | 40     | -35    |
| 2020-2021          | Ferencváros        | NB I               | 28         | -19        | MK              | 1               | -2              | UCL                | 11                 | -22                | -           | -           | -           | 40     | -43    |
| 2021-2022          | Ferencváros        | NB I               | 26         | -22        | MK              | 3               | -1              | UCL+UEL            | 8+5                | -9 + -9            | -           | -           | -           | 42     | -41    |
| 2022-2023          | Ferencváros        | NB I               | 29         | -29        | MK              | 0               | 0               | UCL+UEL            | 6+9                | -8 + -13           | -           | -           | -           | 44     | -50    |
| 2023-2024          | Ferencváros        | NB I               | 29         | -27        | MK              | 0               | 0               | UCL+UECL           | 2+13               | -3 + -9            | -           | -           | -           | 44     | -39    |
| 2024-2025          | Ferencváros        | NB I               | 15         | -16        | MK              | 1               | 0               | UCL+UEL            | 4+8                | -4 + -11           | -           | -           | -           | 28     | -31    |
| Totale Ferencváros | Totale Ferencváros | Totale Ferencváros | 319        | -268       |                 | 29              | -15             |                    | 96                 | -128               |             | 1           | 0           | 445    | -411   |
| Totale carriera    | Totale carriera    | Totale carriera    | 416        | -391       |                 | 39              | -27             |                    | 96                 | -128               |             | 1           | 0           | 552    | -546   |

### Cronologia presenze e reti in nazionale
| Cronologia completa delle presenze e delle reti in nazionale ― Ungheria | Cronologia completa delle presenze e delle reti in nazionale ― Ungheria | Cronologia completa delle presenze e delle reti in nazionale ― Ungheria | Cronologia completa delle presenze e delle reti in nazionale ― Ungheria | Cronologia completa delle presenze e delle reti in nazionale ― Ungheria | Cronologia completa delle presenze e delle reti in nazionale ― Ungheria | Cronologia completa delle presenze e delle reti in nazionale ― Ungheria | Cronologia completa delle presenze e delle reti in nazionale ― Ungheria |
| Data                                                                    | Città                                                                   | In casa                                                                 | Risultato                                                               | Ospiti                                                                  | Competizione                                                            | Reti                                                                    | Note                                                                    |
| ----------------------------------------------------------------------- | ----------------------------------------------------------------------- | ----------------------------------------------------------------------- | ----------------------------------------------------------------------- | ----------------------------------------------------------------------- | ----------------------------------------------------------------------- | ----------------------------------------------------------------------- | ----------------------------------------------------------------------- |
| 14-10-2014                                                              | Tórshavn                                                                | Fær Øer                                                                 | 0 – 1                                                                   | Ungheria                                                                | Qual. Euro 2016                                                         | -                                                                       |                                                                         |
| 18-11-2014                                                              | Budapest                                                                | Ungheria                                                                | 1 – 2                                                                   | Russia                                                                  | Amichevole                                                              | -2                                                                      |                                                                         |
| 5-6-2015                                                                | Debrecen                                                                | Ungheria                                                                | 4 – 0                                                                   | Lituania                                                                | Amichevole                                                              | -                                                                       | 46’                                                                     |
| 26-3-2016                                                               | Budapest                                                                | Ungheria                                                                | 1 – 1                                                                   | Croazia                                                                 | Amichevole                                                              | -1                                                                      | 46’                                                                     |
| 14-11-2017                                                              | Budapest                                                                | Ungheria                                                                | 1 – 0                                                                   | Costa Rica                                                              | Amichevole                                                              | -                                                                       |                                                                         |
| 9-6-2018                                                                | Budapest                                                                | Ungheria                                                                | 1 – 2                                                                   | Australia                                                               | Amichevole                                                              | -2                                                                      | 46’                                                                     |
| 15-11-2018                                                              | Budapest                                                                | Ungheria                                                                | 2 – 0                                                                   | Estonia                                                                 | UEFA Nations League 2018-2019 - 1º turno                                | -                                                                       |                                                                         |
| 5-9-2019                                                                | Podgorica                                                               | Montenegro                                                              | 2 – 1                                                                   | Ungheria                                                                | Amichevole                                                              | -2                                                                      |                                                                         |
| 15-11-2019                                                              | Budapest                                                                | Ungheria                                                                | 1 – 2                                                                   | Uruguay                                                                 | Amichevole                                                              | -2                                                                      |                                                                         |
| 14-10-2020                                                              | Mosca                                                                   | Russia                                                                  | 0 – 0                                                                   | Ungheria                                                                | UEFA Nations League 2020-2021 - 1º turno                                | -                                                                       |                                                                         |
| 15-11-2020                                                              | Budapest                                                                | Ungheria                                                                | 1 – 1                                                                   | Serbia                                                                  | UEFA Nations League 2020-2021 - 1º turno                                | -1                                                                      |                                                                         |
| 18-11-2020                                                              | Budapest                                                                | Ungheria                                                                | 2 – 0                                                                   | Turchia                                                                 | UEFA Nations League 2020-2021 - 1º turno                                | -                                                                       | 77’                                                                     |
| 28-3-2021                                                               | Serravalle                                                              | San Marino                                                              | 0 – 3                                                                   | Ungheria                                                                | Qual. Mondiali 2022                                                     | -                                                                       |                                                                         |
| 31-3-2021                                                               | Andorra la Vella                                                        | Andorra                                                                 | 1 – 4                                                                   | Ungheria                                                                | Qual. Mondiali 2022                                                     | -1                                                                      |                                                                         |
| 4-6-2021                                                                | Budapest                                                                | Ungheria                                                                | 1 – 0                                                                   | Cipro                                                                   | Amichevole                                                              | -                                                                       | 48’                                                                     |
| 5-9-2021                                                                | Elbasan                                                                 | Albania                                                                 | 1 – 0                                                                   | Ungheria                                                                | Qual. Mondiali 2022                                                     | -1                                                                      | 46’                                                                     |
| 8-9-2021                                                                | Budapest                                                                | Ungheria                                                                | 2 – 1                                                                   | Andorra                                                                 | Qual. Mondiali 2022                                                     | -1                                                                      |                                                                         |
| 12-11-2021                                                              | Budapest                                                                | Ungheria                                                                | 4 – 0                                                                   | San Marino                                                              | Qual. Mondiali 2022                                                     | -                                                                       |                                                                         |
| 15-11-2021                                                              | Varsavia                                                                | Polonia                                                                 | 1 – 2                                                                   | Ungheria                                                                | Qual. Mondiali 2022                                                     | -1                                                                      |                                                                         |
| 29-3-2022                                                               | Belfast                                                                 | Irlanda del Nord                                                        | 0 – 1                                                                   | Ungheria                                                                | Amichevole                                                              | -                                                                       |                                                                         |
| 7-6-2022                                                                | Cesena                                                                  | Italia                                                                  | 2 – 1                                                                   | Ungheria                                                                | UEFA Nations League 2022-2023 - 1º turno                                | -2                                                                      |                                                                         |
| 14-6-2022                                                               | Wolverhampton                                                           | Inghilterra                                                             | 0 – 4                                                                   | Ungheria                                                                | UEFA Nations League 2022-2023 - 1º turno                                | -                                                                       |                                                                         |
| 17-11-2022                                                              | Lussemburgo                                                             | Lussemburgo                                                             | 2 – 2                                                                   | Ungheria                                                                | Amichevole                                                              | -2                                                                      | 6’                                                                      |
| 20-11-2022                                                              | Budapest                                                                | Ungheria                                                                | 2 – 1                                                                   | Grecia                                                                  | Amichevole                                                              | -1                                                                      | 90+2’                                                                   |
| 23-3-2023                                                               | Budapest                                                                | Ungheria                                                                | 1 – 0                                                                   | Estonia                                                                 | Amichevole                                                              | -                                                                       |                                                                         |
| 27-3-2023                                                               | Budapest                                                                | Ungheria                                                                | 3 – 0                                                                   | Bulgaria                                                                | Qual. Euro 2024                                                         | -                                                                       |                                                                         |
| 17-6-2023                                                               | Podgorica                                                               | Montenegro                                                              | 0 – 0                                                                   | Ungheria                                                                | Qual. Euro 2024                                                         | -                                                                       |                                                                         |
| 20-6-2023                                                               | Budapest                                                                | Ungheria                                                                | 2 – 0                                                                   | Lituania                                                                | Qual. Euro 2024                                                         | -                                                                       |                                                                         |
| 7-9-2023                                                                | Belgrado                                                                | Serbia                                                                  | 1 – 2                                                                   | Ungheria                                                                | Qual. Euro 2024                                                         | -1                                                                      |                                                                         |
| 10-9-2023                                                               | Budapest                                                                | Ungheria                                                                | 1 – 1                                                                   | Rep. Ceca                                                               | Amichevole                                                              | -1                                                                      |                                                                         |
| 14-10-2023                                                              | Budapest                                                                | Ungheria                                                                | 2 – 1                                                                   | Serbia                                                                  | Qual. Euro 2024                                                         | -1                                                                      |                                                                         |
| 17-10-2023                                                              | Kaunas                                                                  | Lituania                                                                | 2 – 2                                                                   | Ungheria                                                                | Qual. Euro 2024                                                         | -2                                                                      |                                                                         |
| 16-11-2023                                                              | Sofia                                                                   | Bulgaria                                                                | 2 – 2                                                                   | Ungheria                                                                | Qual. Euro 2024                                                         | -2                                                                      |                                                                         |
| 19-11-2023                                                              | Budapest                                                                | Ungheria                                                                | 3 – 1                                                                   | Montenegro                                                              | Qual. Euro 2024                                                         | -1                                                                      | 78’                                                                     |
| 26-3-2024                                                               | Budapest                                                                | Ungheria                                                                | 2 – 0                                                                   | Kosovo                                                                  | Amichevole                                                              | -                                                                       |                                                                         |
| 4-6-2024                                                                | Dublino                                                                 | Irlanda                                                                 | 2 – 1                                                                   | Ungheria                                                                | Amichevole                                                              | -1                                                                      | 46’                                                                     |
| 10-9-2024                                                               | Budapest                                                                | Ungheria                                                                | 0 – 0                                                                   | Bosnia ed Erzegovina                                                    | UEFA Nations League 2024-2025 - 1º turno                                | -                                                                       |                                                                         |
| 11-10-2024                                                              | Budapest                                                                | Ungheria                                                                | 1 – 1                                                                   | Paesi Bassi                                                             | UEFA Nations League 2024-2025 - 1º turno                                | -1                                                                      |                                                                         |
| 14-10-2024                                                              | Zenica                                                                  | Bosnia ed Erzegovina                                                    | 0 – 2                                                                   | Ungheria                                                                | UEFA Nations League 2024-2025 - 1º turno                                | -                                                                       |                                                                         |
| 16-11-2024                                                              | Amsterdam                                                               | Paesi Bassi                                                             | 4 – 0                                                                   | Ungheria                                                                | UEFA Nations League 2024-2025 - 1º turno                                | -4                                                                      |                                                                         |
| 19-11-2024                                                              | Budapest                                                                | Ungheria                                                                | 1 – 1                                                                   | Germania                                                                | UEFA Nations League 2024-2025 - 1º turno                                | -1                                                                      |                                                                         |
| 20-3-2025                                                               | Istanbul                                                                | Turchia                                                                 | 3 – 1                                                                   | Ungheria                                                                | UEFA Nations League 2024-2025 - Play-off                                | -3                                                                      |                                                                         |
| 23-3-2025                                                               | Budapest                                                                | Ungheria                                                                | 0 – 3                                                                   | Turchia                                                                 | UEFA Nations League 2024-2025 - Play-off                                | -3                                                                      |                                                                         |
| 6-6-2025                                                                | Budapest                                                                | Ungheria                                                                | 0 – 2                                                                   | Svezia                                                                  | Amichevole                                                              | -2                                                                      |                                                                         |
| Totale                                                                  |                                                                         | Presenze                                                                | 44                                                                      |                                                                         | Reti                                                                    | -42                                                                     |                                                                         |

## Palmarès

### Club

#### Competizioni nazionali
- Campionato ungherese: 8

Ferencvaros: 2015-2016, 2018-2019, 2019-2020, 2020-2021, 2021-2022, 2022-2023, 2023-2024, 2024-2025
- Coppa d'Ungheria: 3

Ferencváros: 2014-2015, 2015-2016, 2016-2017, 2021-2022
- Coppa di lega ungherese: 1

Ferencváros: 2014-2015
- Supercoppa d'Ungheria: 1

Ferencvaros: 2015